# Міжнародний інститут космічних наук
Міжнародний інститут космічних наук (англ. International Space Science Institute, ISSI) — науково-дослідна установа в Берні у Швейцарії. Робота інституту є міждисциплінарною, зосередженою на вивченні Сонячної системи та охоплює планетарні науки, астрофізику, космологію, астробіологію та науки про Землю. Основною задачею є інтерпретація даних, зібраних космічними дослідницькими місіями. Інститут надає науковцям з усього світу різні можливості для фінансування міжнародних команд та робочих груп для зустрічей та співпраці. За допомоги стипендії Йоганнеса Гейсса інститут підтримує відомих міжнародних вчених, щоб вони робили подальший внесок у космічну науку.
Міжнародний інститут космічних наук — це некомерційна організація та фонд, що діє згідно зі швейцарським законодавством. Діяльність інституту підтримують гранти Європейського космічного агентства, Швейцарської Конфедерації та Швейцарської академії наук. Бернський університет робить внесок шляхом гранту для директора та наданням матеріально-технічних ресурсів.
Інститут був заснований 1995 року. Основний початковий капітал для інституту надала компанія Oerlikon Contraves, яка пізніше стала швейцарська космічна компанія Beyond Gravity.

## Стипендія Йоганнеса Гейсса
У 2015 році Міжнародний інститут космічних наук заснував стипендію Йоганнеса Гейсса, названу на честь фізика Йоганнеса Гейсса. Стипендія призначена для видатних науковців з усіх країн, які роблять вагомий внесок у місію Міжнародного інституту космічних наук. Лауреатами стипендії були:
- 2015: Джордж Глоклер (США)
- 2016: Курт Ламбек[en] (Австралія)
- 2017: Гері Занк (США)
- 2018: Карел Шрайвер)
- 2019: Бруно Лайбундгут[en] (Німеччина)
- 2020: Вейцін Хань (США) та Сабіна Шиндлер (Австрія)
- 2022: Марко Веллі (США)
- 2023: Сандра Чепмен[en] (Велика Британія)
- 2024: Майкл Меєр (США)
- 2025: Бенджамін Поултер (США)